# Christiania (Danemark)
Pour les articles homonymes, voir Christiania.
Christiania (Fristaden Christiania — « Ville libre de Christiania » en danois) est un quartier de Copenhague au Danemark sur le terrain de l'ancienne caserne de Bådsmandsstræde. Fondée par un groupe de squatters, de chômeurs et de hippies, l'autoproclamée « ville libre de Christiania » a fonctionné comme une communauté intentionnelle autogérée de septembre 1971 à juin 2013.
Christiania a créé son propre drapeau, comportant trois points jaunes sur fond rouge représentant les points des trois « i » de Christiania. Il aurait été créé par Viktor Essmann, également créateur du nom de la communauté, choisi en référence à « Christianshavn » (le port de Christian IV),.
En 2003, la cité comptait près de 1 000 habitants sur 34 hectares, possédait sa propre monnaie et toutes sortes d'activités culturelles et sportives, ainsi qu'un vaste espace agricole. 10 ans plus tard, après la reprise en main administrative et la privatisation partielle, Christiania ne s'étend plus que sur 7,7 hectares et a perdu 200 habitants.
Le quartier a été l'objet de multiples controverses. La vente du cannabis y est toujours pratiquée à l'air libre. Son statut juridique est également la cause de conflits et de négociations. La vente et la consommation de drogues dures, en revanche, sont interdites et punies d'un bannissement temporaire, voire définitif en cas de récidive.
Christiania est aujourd'hui devenu une attraction touristique avec jusqu'à un million de visiteurs par an.

## Histoire

### Naissance de Christiania

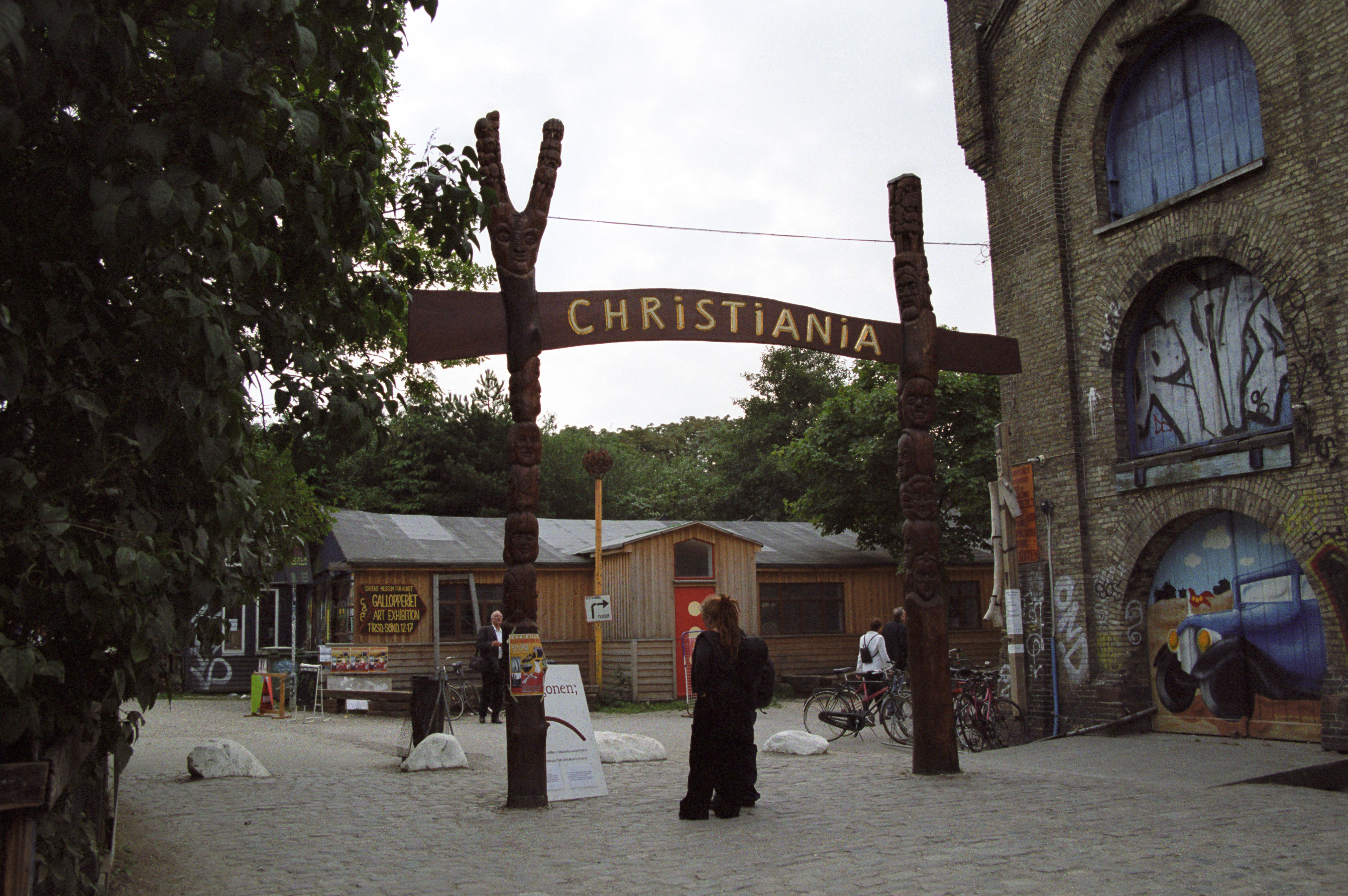
L'entrée du quartier

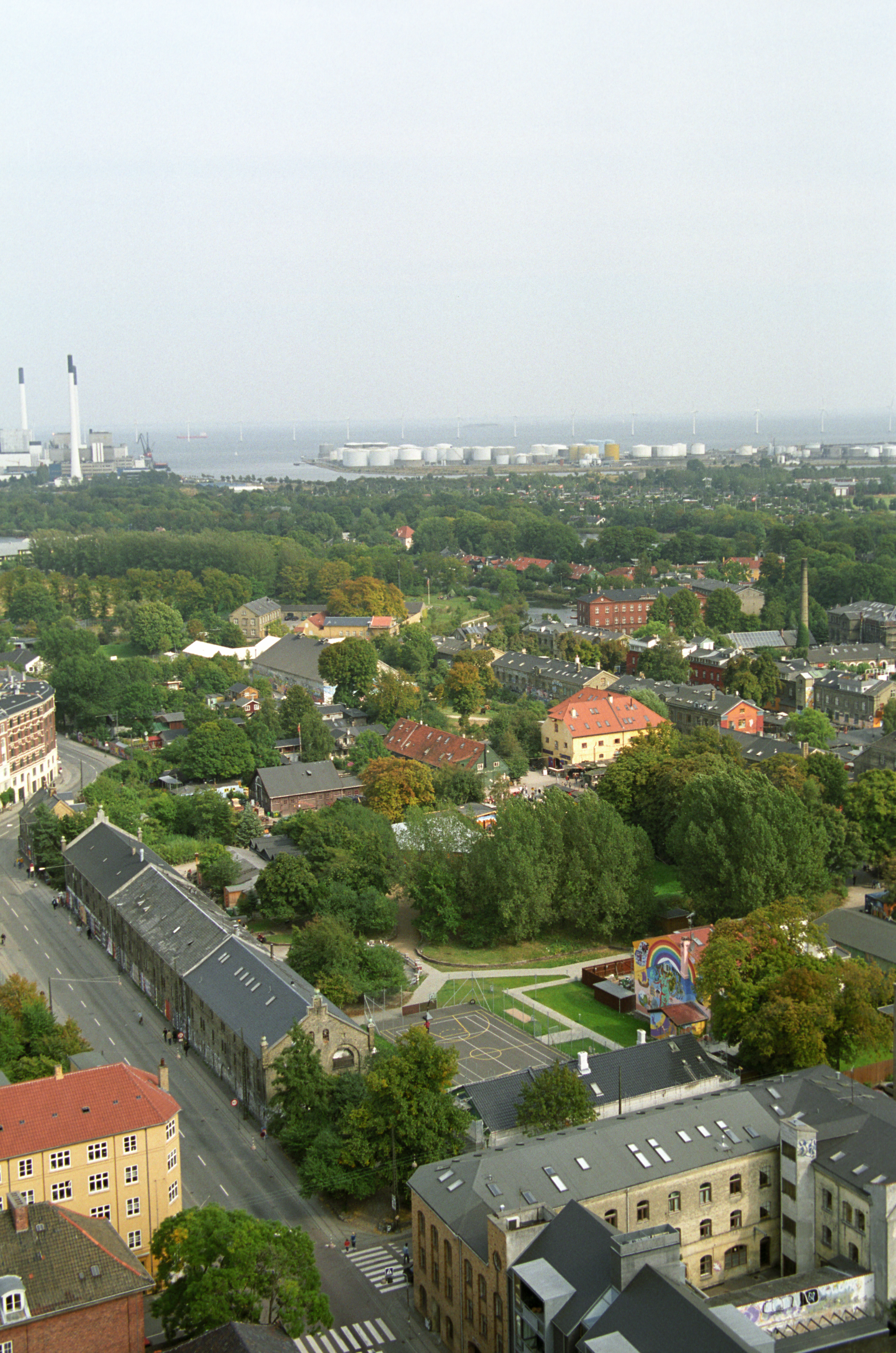
La ville libre vue depuis l'église Notre-Sauveur en 2006.

Le projet a été lancé en 1971 par le journaliste provo Jacob Ludvigsen (da) après la destruction par des résidents des clôtures entourant l'ancien quartier militaire de Bådsmandsstræde : dans un article de son journal underground Hovedbladet (da), il annonçait l'ouverture de la « ville libre ». La charte, rédigée conjointement par Ludvigsen et d'autres participants, déclarait :
« L'objectif de Christiania est de créer une société autogérée dans laquelle chaque individu se sent responsable du bien-être de la communauté entière. Notre société doit être économiquement autonome et nous ne devons jamais dévier de notre conviction que la misère physique et psychologique peut être évitée. »

### Une histoire mouvementée
L'histoire de Christiania est agitée. À côté des nombreux groupes 'politisés' et bien organisés, certains résidents, souvent peu appréciés de ces premiers, y étaient connus pour leur intérêt pour les pratiques orientales, le yoga, et toutes substances capables de produire des états modifiés de conscience. Au cours de la « JunkBlokaden » de 1979, des représentants de Christiania ont expulsé les vendeurs et usagers de drogues dures, l'héroïne principalement, qui menaçaient sa survie (dix morts par overdose étaient survenues l'année précédente). Un long conflit larvé opposa les « pushers », vendeurs de haschich, et les « activistes », militants plus politiques, au sujet de la vente de haschisch et d'alcool. Ce conflit a plusieurs fois mené Christiania au bord de la rupture.
La vente libre de cannabis représentait un marché de 26,8 millions d'euros par an selon la police. Le 4 janvier 2005, les stands de vente de cannabis furent finalement détruits par leur propriétaire pour persuader le gouvernement de laisser la ville libre de continuer d'exister. Avant la destruction, le musée national du Danemark avait pu prendre un des plus beaux stands qui est désormais en exposition dans ce musée. Aujourd'hui, les stands de Pusher Street, qui ont été reconstruits, proposent toujours de larges variétés de marijuana et de résines de cannabis, ainsi que des préparations culinaires à base de cannabis (sucettes, brownies, biscuits) et des accessoires (pipes à marijuana, pipes à eau, feuilles à rouler, cartons pour les filtres, grinders...).
Les projets officiels de suppression ou de transformation de Christiania ont été nombreux, mais la plupart sans effet, au moins jusqu'au milieu des années 1990. L'avocat communiste et résistant Carl Madsen eut droit à la reconnaissance des résidents pour ses plaidoiries devant les tribunaux et le Parlement.
Le Premier ministre libéral-conservateur Anders Fogh Rasmussen décida de «s'attaquer au  cas Christiania», accusée de favoriser le trafic de drogues
et, à la suite d'un mouvement général de normalisation et d'uniformisation du pays, la ville perdit son statut spécial de communauté alternative, après avoir été tolérée comme « expérimentation sociale ». Le 19 mai 2007, 35 ans après la naissance de Christiania, une première maison fut détruite. Le 1er janvier 2006. La démolition entraîna une vive protestation qui dégénéra en conflit avec la police conduisant à l'arrestation de 59 personnes, laquelle avait déjà eu fort à faire lors des émeutes, deux mois avant, à la suite de la démolition d'Ungdomshuset.
La commune libre de Christiania et le gouvernement danois conclurent, le 21 juin 2011, un accord qui permit aux habitants du plus célèbre quartier alternatif d’Europe d’en racheter à l’État une partie. En septembre 2012, les résidents parvinrent à racheter 7,7 hectares des 34 hectares originels, soit aux alentours de 20%.
En juin 2013, le parlement danois adopta la loi  L179 révoquant le statut spécial de Christiania, mettant de fait fin à une expérience sociale et politique de plus de 40 ans. Depuis lors, Christiania est soumis aux mêmes lois que le reste du Danemark, y compris en termes d'aménagement du territoire et d'occupation des sols.

## Vie politique

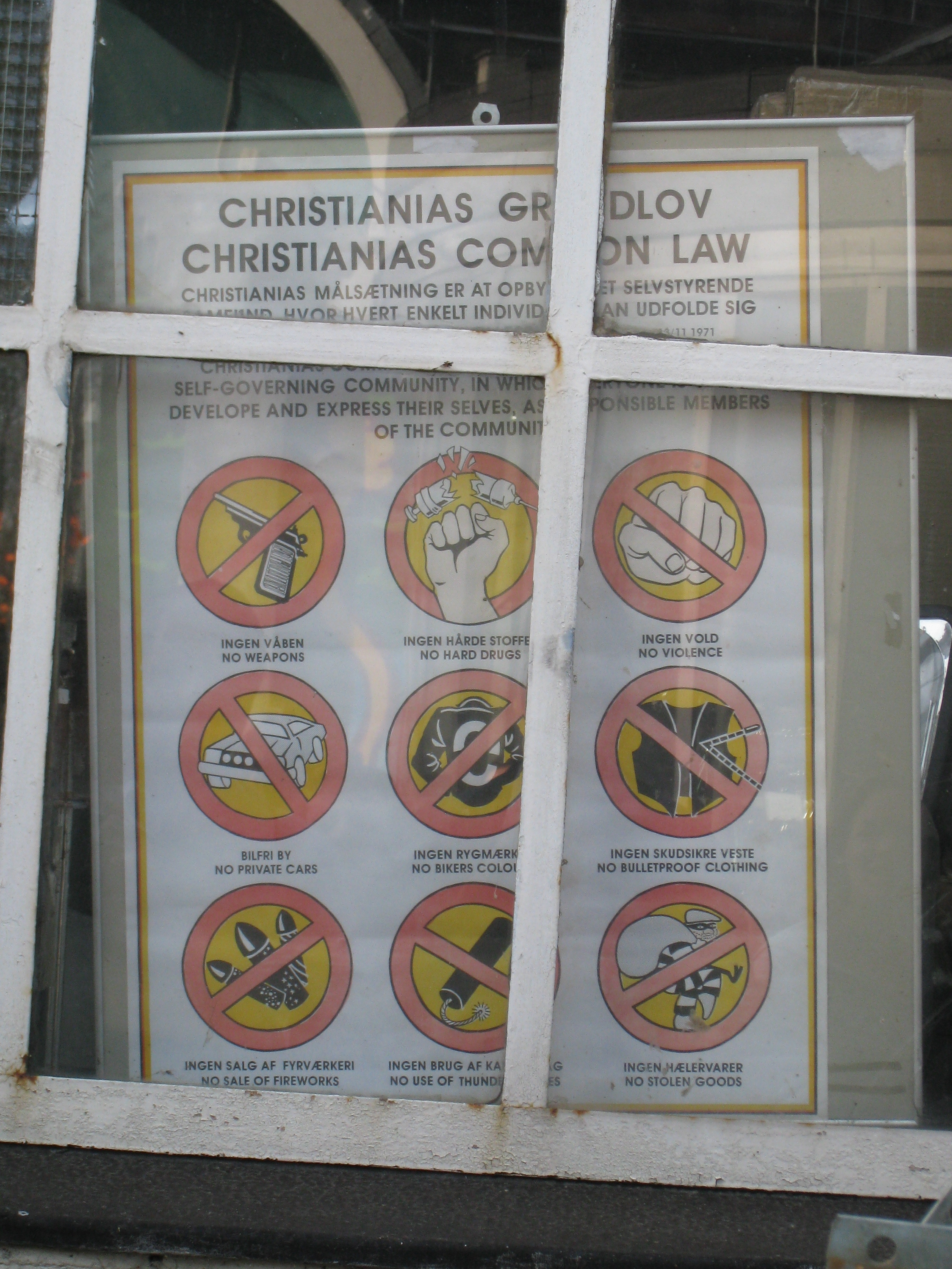
Les 9 lois de Christiania.

Christiania est en grande partie influencée par la pensée anarchiste
 même si aujourd'hui très peu de ses habitants s'en réclament. Il est ponctuellement arrivé que des Christianites soient élus au conseil municipal, voire au Parlement (Tine Schmedes, une députée christianite y donna le sein à son bébé, créant un scandale). L'autorité y est exercée par le « Fællesmøde » (assemblée générale). Le pouvoir réel y est exercé, non sans difficulté, par les assemblées de quartiers, les « Områdemøder », l'assemblée des entreprises (lucratives ou non), « Virksomhedsmøde », et l'assemblée des finances, « Økonomimøde » qui gère les ressources de Christiania (versements de la commune au titre de l'aide sociale, « loyer de Christiania » versé par une large part des habitants, contributions volontaires des collectifs à but lucratif). Dans ces assemblées, les décisions ne sont jamais prises au vote, mais par consensus. Il a existé entre neuf et dix quartiers à Christiania.
À Christiania les voitures, les armes, les gilets pare-balles et les drogues dures sont interdits. Après les deux premiers étés, où les Christianites se sentirent débordés par un raz-de-marée de campeurs, le camping n'y est plus possible. Les vendeurs de haschich de Pusher Street, la zone où ils vendent à l'air libre, interdisent qu'on les photographie.
Christiania était en conflit perpétuel avec les autorités pour son existence,.

## Économie
Les relations économiques ordinaires ont cours à l'intérieur de Christiania, qui n'a jamais réussi à devenir matériellement indépendante du monde extérieur. Plusieurs collectifs d'habitation pratiquent un partage modéré de certaines ressources matérielles, et de nombreux collectifs d'activité travaillent sans but lucratif, voire sans rémunération.
Plus d'une cinquantaine de collectifs divers exercent des activités industrielles, artisanales, commerciales, culturelles, sanitaires, théâtrales, etc. Christiania possède son jardin d'enfants, sa boulangerie, son sauna, son unité d'éboueurs/recycleurs, ses bulldozers, sa fabrique de vélos, son imprimerie, sa radio libre, un atelier de restauration de poêles anciens, un autre de restauration de voitures anciennes, son propre cinéma (« Byens Lys », « Les Lumières de la Ville ») et une foule de bars, restaurants et lieux de spectacles. Les égouts de Christiania ont été rénovés et agrandis par les Christianites eux-mêmes.

## Démographie
Lors de sa création, Christiania bénéficie de la crise aiguë du logement régnant alors à Copenhague, ainsi en quelques années la population dépassa plusieurs centaines de personnes pour se stabiliser l'hiver aux alentours du millier.
Au moins une cinquantaine d'enfants sont nés à Christiania et y ont été élevés. Curieusement, au moins jusqu'en 2006, la proportion approximative d'un tiers de femmes pour deux tiers d'hommes n'a jamais changé. La plus forte proportion d'étrangers est bien sûr composée de Scandinaves ; il faut noter la présence de quelques dizaines d'Inuits, qui s'explique par le fait que le Groenland est un territoire danois. Quoique la population ait eu un caractère marqué d'instabilité, la moyenne d'âge est à présent élevée, apportant la preuve de la persistance d'un noyau dur de résidents de très longue durée.

## Culture

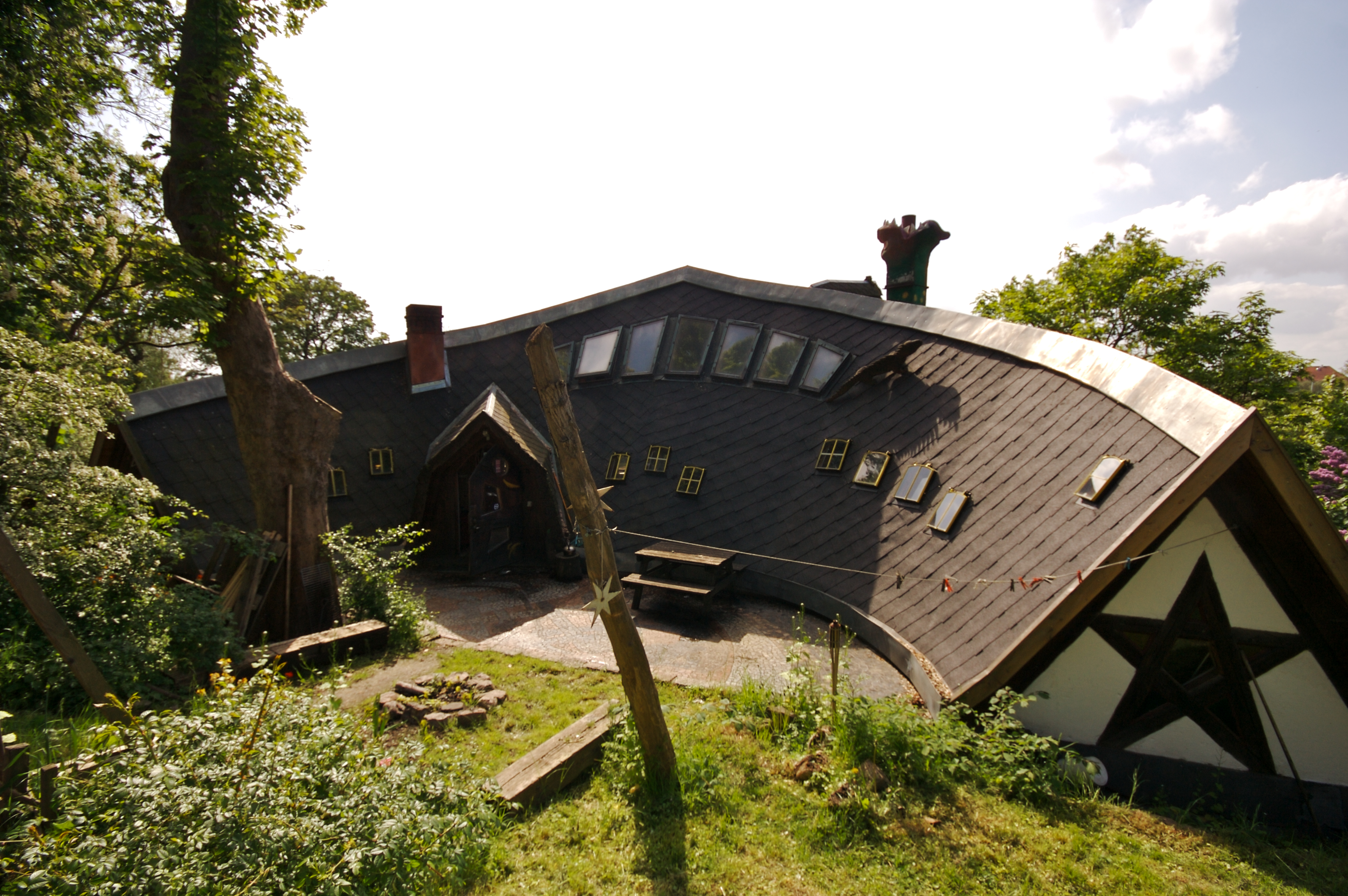
La « maison-banane » à Christiania.

La contribution de Christiania à la vie culturelle de Copenhague est hors de toute proportion avec le nombre des Christianites ; les Danois de plus de 40 ans se souviennent de l'armée des Pères Noël créée par le théâtre de rue « Solvognen » (Le Chariot du soleil) qui, le jour de Noël 1973, envahit le célèbre « Magasin du Nord » (un grand magasin au centre de Copenhague) et se mit à distribuer gratuitement des livres aux clients présents. Les affiches de Christiania ont été préservées dans le livre Plakater compilé par Fabbrikken, l'un des collectifs d'habitation de Christiania. Un grand nombre d'entre elles sont dues à Silketrykkeriet, l'atelier d'imprimerie sur soie implanté dans le bâtiment de Fabbrikken. Un livre de photographies sur Christiania, intitulé Christiania, a été publié par Mark Edwards aux éditions « Information ». La télévision danoise possède des centaines d'heures de documentaires et d'émissions sur la communauté, et la presse danoise a publié des milliers d'articles sur ce lieu unique. Une collection complète de ces articles y est conservée. En revanche, la Bibliothèque royale de Copenhague conserve très peu de documents sur Christiania.
L'architecture de Christiania est célèbre, depuis la création de « Pyramiden », une pyramide faite de matériaux de construction, par Helge, à Bananhuset (La Maison-Banane), construite par des apprentis charpentiers allemands, en passant par des dômes géodésiques et toutes sortes de constructions aussi hétéroclites, dont  le café « Månefiskeren » (Le Pêcheur de Lune). Une maison faite d'un bateau coupé en deux s'est retrouvée au musée d'art moderne Louisiana (Humlebæk, Danemark).
Chaque semaine, il y a plusieurs concerts dans la salle de concert « Loppen » (« La puce »). Il y a aussi des concerts dans « Den grå hal » (« La halle grise »), une salle plus grande.

### Vidéographie
- Black bloc, Tracks, Arte, 10 février 2005, voir en ligne.